# Lucie Robert
Lucie Robert (née à Jonquière en 1954) est une professeure de littérature québécoise. Elle est Professeure titulaire au Département d'études littéraires de l'Université du Québec à Montréal (UQAM). Ses travaux portent notamment sur l'histoire littéraire, le théâtre et la sociologie de la littérature québécoise. Elle est la fille de Marcel Robert, dirigeant canadien de hockey sur glace.

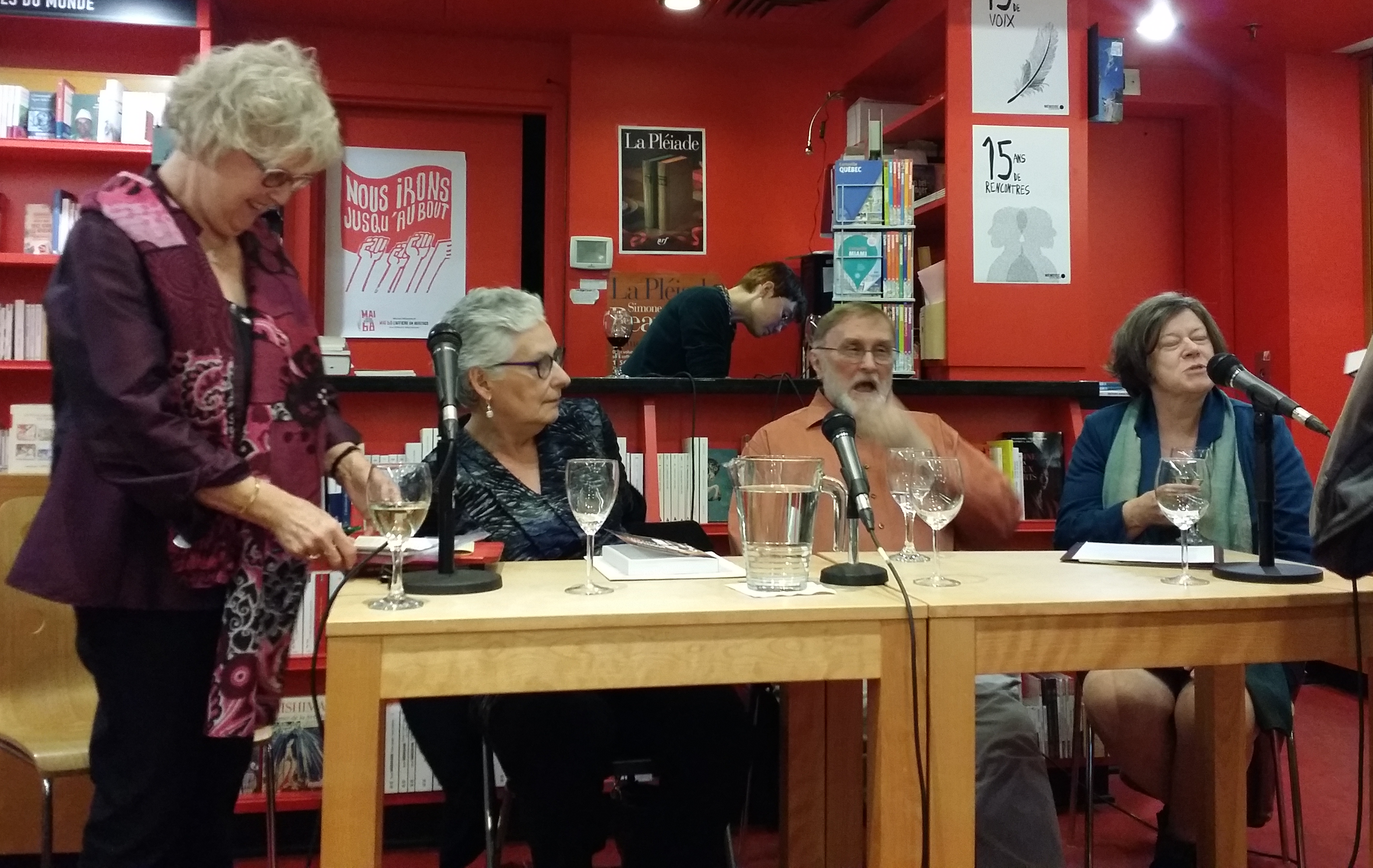
Lucie Robert avec Denis Saint-Jacques en 2018.

Après avoir travaillé sur les manuels d'histoire littéraire de Camille Roy, elle se consacre à une thèse sur l'institution littéraire au Québec dans une perspective semblable à celle initiée par Jacques Dubois. Lucie Robert est titulaire de la chronique « Dramaturgie » de la revue littéraire Voix et Images. Elle est membre du Centre interuniversitaire sur la littérature et la culture québécoises (CRILCQ), de l'équipe de rédaction du Dictionnaire du littéraire (sous la direction de Paul Aron, Denis Saint-Jacques et Alain Viala, Paris, PUF) et de La Vie littéraire au Québec (Maurice Lemire et Denis Saint-Jacques dir.; puis Denis Saint-Jacques et Lucie Robert dir.), Québec, PUL, six volumes parus depuis 1991).
Ses dernières recherches portent principalement sur la dramaturgie québécoise.
Elle est membre de la Société des Dix (Fauteuil no 6) depuis 2017.
On a donné le nom de Lucie Robert à une bourse qui vise à favoriser la complétion d'études de deuxième cycle en littérature et culture québécoises : Bourse Lucie Robert du CRILCQ

## Principales publications
- Le Manuel d'histoire de la littérature canadienne française de Mgr Camille Roy, Québec, Institut québécois de recherche sur la culture, 1982. Prix Edmond-de-Nevers.
- Madeleine Gagnon : percer le mur du son du sens, une entrevue par Lucie Robert et Ruth Major-Lapierre, Sillery, Presses de l'Université du Québec, 1982.
- L'institution du littéraire au Québec, Sainte-Foy, Presses de l'Université Laval, collection « Vie des lettres québécoises », 1989. Prix Raymond-Klibansky. Nouvelle édition de poche, Presses de l'Université Laval, 2019.
- Dramaturgies. Numéro spécial de la revue L'annuaire théâtral, nº 21, printemps 1997. [Éditrice invitée].
- avec Maurice Lemire et Denis Saint-Jacques (dir.), La Vie littéraire au Québec
  - Tome I (1764-1805)  : « La voix française des nouveaux sujets britanniques », Presses de l'Université Laval, 1991. (lauréat du prix Raymond-Klibansky en 1992)
  - Tome II (1806-1839) : « Le projet national des Canadiens », Presses de l'Université Laval, 1992.
  - Tome III (1840-1869) : « Un peuple sans histoire ni littérature », Presses de l'Université Laval, 1996.
  - Tome IV (1870-1894) : « Je me souviens », sous la direction de Maurice Lemire et Denis Saint-Jacques, Presses de l'Université Laval, 1999. (Finaliste du prix Raymond-Klibansky en 2000-2001)
  - Tome V (1895-1918) : « Sois fidèle à ta Laurentie », Presses de l'Université Laval, 2005.
  - Tome VI (1919-19133): Le nationaliste, l'individualiste et le marchand, Presses de l'Université Laval, 2011. [Co-directrice avec Denis Saint-Jacques].
- Littérature et société : anthologie, codirectrice avec Jacques Pelletier et Jean-François Chassay, Montréal, VLB éditeur, collection « Essais critiques », 1994.
- Apprivoiser la modernité. La pièce en acte de la Belle Époque à la Crise, textes choisis et établis, avec une introduction et une bibliographie par Lucie Robert, Québec, Nota Bene, 2011.
- Le théâtre québécois en revue. Recueil d'articles de la revue Voix et Images, textes choisis et présentés par Shawn Huffman et Lucie Robert, Montréal, Presses de l'Université du Québec, coll. «De Vive Voix», 2014.
- La Littérature comme objet social II. Mélanges en hommage à Denis Saint-Jacques, codirectrice avec Marie-Andrée Beaudet et Micheline Cambron, Montréal, Nota Bene, 2019.
- Louis Hémon, pluriel et exemplaire. Ruptures, succès, oublis. Numéro spécial de la revue Tangence, nº 127, printemps 2021. [Éditrice invitée].

## Prix et distinctions
- Prix Edmond-de-Nevers en 1982 pour son mémoire sur Mgr Camille Roy.
- Prix Raymond-Klibansky en 1990, pour L'institution du littéraire au Québec, Presses de l'Université Laval, 1989.